# Automotrici RM 5131-5146
Le automotrici MACfce 5131 ÷ 5146 della Rete Mediterranea erano una serie di automotrici elettriche a terza rotaia, progettate per l'utilizzo sulle linee varesine.

## Storia
In seguito ai buoni risultati ottenuti nell'esercizio con le automotrici 5111 ÷ 5130, e successivamente con le più potenti automotrici-bagagliaio 5301 ÷ 5305, la Rete Mediterranea decise di introdurre una nuova serie di vetture a comando multiplo.
Le nuove elettromotrici, costruite in 16 unità dalle Officine Meccaniche di Milano fra il 1903 e il 1904, riprendevano la cassa delle precedenti 5301 ÷ 5305 (con interni interamente dedicati ai passeggeri) e i motori General Electric 55 H delle 5111 ÷ 5130, però con rodiggio ad aderenza parziale (A1) (1A).
Dopo il 1905 le vetture passarono alle Ferrovie dello Stato, che le classificarono nel gruppo E.20 con numeri E.201 ÷ 216.
Nel 1925 molte unità furono trasferite a Napoli, per l'esercizio sulla nuova "metropolitana" FS, anch'essa elettrificata a terza rotaia.
Le E.20 napoletane cessarono l'esercizio dopo il 1935, quando la metropolitana fu convertita all'elettrificazione a catenaria alla tensione di 3 kV cc; le unità milanesi alla fine degli anni trenta, sostituite dalle più moderne e potenti E.10 ed E.60. Tutte le E.20 vennero quindi demotorizzate ed utilizzate come carrozze ordinarie sui treni locali intorno a Milano e Torino.